# Bhutanitis thaidina
Espèce
Statut de conservation UICN

 NT  : Quasi menacé
Statut CITES
Bhutanitis thaidina ou Machaon à trois queues de Chine est un lépidoptère appartenant à la famille des Papilionidae, à la sous-famille des Parnassiinae et au genre Bhutanitis.

## Dénomination
Bhutanitis thaidina a été nommé par Émile Blanchard en 1871.
Synonymes : Armandia thaidina.

### Sous-espèces
- Bhutanitis thaidina thaidina
- Bhutanitis thaidina dongchuanensis Lee [1].

## Noms vernaculaires
Bhutanitis thaidina se nomme Chinese Three-tailed Swallowtail en anglais.

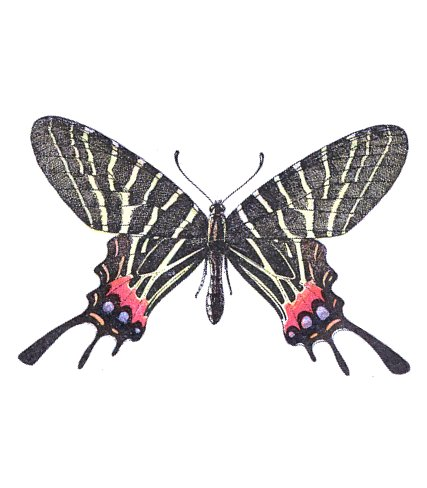
Bhutentis thaidina

## Description
Bhutanitis thaidina est un papillon spectaculaire, de couleur marron à noir, marqué de rayures blanches, aux ailes antérieures arrondies et aux ailes postérieures à plusieurs queues, avec de gros ocelles postdiscaux doublés d'une large tache rouge à rose.

## Biologie

### Plantes hôtes
Sa plante hôte est une aristoloche Aristolochia moupinensis.

## Écologie et distribution
C'est une espèce rare qui se rencontre au Tibet et en Chine.

## Protection
Bhutanitis lidderdalii est sur la liste des insectes protégés par la convention de Washington.
Comme tous les Bhutanitis est sur la liste de la convention sur le commerce international des espèces de faune et de flore sauvages menacées d'extinction (CITES).